# Ophiocordyceps sinensis
{{Taxobox

| image = Cordyceps sinensis.jpg
| image_caption = Ophiocordyceps sinensis (stânga) crescând din capul unei larve moarte
| domain = Eucariote
| regnum = Fungi
| divisio = Ascomycota
| classis = Sordariomycetes
| ordo = Hypocreales
| familia = Ophiocordycipitaceae
| genus = Ophiocordyceps
| species = O. sinensis
| binomial = Ophiocordyceps sinensis
| binomial_authority = (Berk.) G.H.Sung, J.M.Sung, Hywel-Jones & Spatafora (2007)
| synonyms_ref = 
| synonyms = Sphaeria sinensis Berk. (1843)

Cordyceps sinensis (Berk.) Sacc. (1878)
}}
Ophiocordyceps sinensis este un fungus care parazitează larvele unei specii de fluture din genul Thitarodes, specie strâns înrudită cu moliile.
Ciuperca germinează în interiorul larvei fluturelui, pe care o ucide în decursul acestui proces, după care aceiași ciupercă va mumifica corpul larvei.
Tibetanii și nepalezii au denumit-o Yarsagumba sau Yarchagumbu, chinezii i-au spus Dong Cong Xing Cao, iar în medicina ayurvedică indiană este cunoscută sub numele de Khira Jar.
Este considerat a fi un afrodiziac.